# Ariana Richards
Ariana Clarice Richards (Healdsburg, 11 de Setembro de 1979) é uma ex-atriz  e pintora americana.

## Biografia
Ariana Clarice Richards é uma atriz e pintora nascida em Healdsburg, Sonoma Valley, Califórnia em 11 de setembro de 1979. É bacharel em Drama e artes com honras no Colégio Skidmore, Nova York.
Participou de filmes, comerciais e apresentações teatrais. E atualmente dedica seu tempo pintando quadros.
Ficou famosa pela personagem Alexis "Lex" Murphy dos filmes Jurassic Park e The Lost World: Jurassic Park.

## Filmografia
| Ano  | Filme                                           | Personagem          |
| ---- | ----------------------------------------------- | ------------------- |
| 1987 | The Golden Girls (ep. "And Then There Was One") | Lisa                |
| 1987 | Days of Our Lives                               | Nina                |
| 1987 | My Sister Sam                                   | figurante           |
| 1987 | Into the Homeland                               | Ember Swallow       |
| 1988 | I'm Gonna Git You Sucka                         | Pequena Garota      |
| 1989 | Prancer                                         | Carol Wetherby      |
| 1990 | The Incident                                    | Nancy Cobb          |
| 1990 | Spade Invaders                                  | Kathy               |
| 1990 | Empty Nest (ep. "Harry Snubs Laverne")          | Phoebe Swenson      |
| 1990 | Island Son                                      | Tess Delaney        |
| 1990 | Tremors                                         | Mindy Sterngood     |
| 1991 | Switched At Birth                               | Kimberly Mays       |
| 1992 | Locked Up: A Mother's Rage                      | Kelly Gallagher     |
| 1992 | Against Her Will: An Incident in Baltimore      | Nancy Cobb          |
| 1992 | Walter and Emily                                | Shelly              |
| 1992 | Capitol Critters (ep. "A Little Romance")       | Voz no final        |
| 1992 | Grand Tour: Disaster in Time                    | Hillary Wilson      |
| 1993 | Jurassic Park                                   | Alexis "Lex" Murphy |
| 1995 | Angus                                           | Melissa Lefevre     |
| 1996 | Boy Meets World (ep. "Dangerous Secret")        | Jeff McCracken      |
| 1996 | Born Free: A New Adventure                      | Tommy Lee Wallace   |
| 1997 | The Lost World: Jurassic Park                   | Alexis "Lex" Murphy |
| 1997 | The Princess Stallion                           | Sarah Stewart       |
| 1997 | Total Security; (ep. "Who's Poppa?")            | Duane Clark         |
| 1998 | Race Against Fear                               | Joseph L. Scanlan   |
| 2001 | Tremors 3: Back to Perfection                   | Mindy Sterngood     |

## Comerciais de TV
| Ano       | Comercial              | Empresa               | Personagem        |
| --------- | ---------------------- | --------------------- | ----------------- |
| 1986/1987 | Fantastic Sam's        | Hair Salon Chain      | Pequena bailarina |
| 1988      | Cinnammon Toast Crunch | General Mills Cereals | Pequena garota    |

## Prêmios
| Ano  | Prêmio                                                                | País           | Trabalho                   | Personagem          |
| ---- | --------------------------------------------------------------------- | -------------- | -------------------------- | ------------------- |
| 1991 | International Youth In Film: Best Young Actress in a Television Movie | Estados Unidos | Switched At Birth          | Kimberly Mays       |
| 1992 | International Youth In Film: Best Young Actress in a Television Movie | Estados Unidos | Locked Up: A Mother's Rage | Kelly Gallagher     |
| 1993 | International Youth In Film: Best Young Actress in a Motion Picture   | Estados Unidos | Jurassic Park              | Alexis "Lex" Murphy |
| 1993 | The Bambi Award                                                       | Estados Unidos | Jurassic Park              | Alexis "Lex" Murphy |
| 1994 | Favourite Newcomer                                                    | Inglaterra     | Jurassic Park              | Alexis "Lex" Murphy |
| 1994 | Favourite Newcomer                                                    | Austrália      | Jurassic Park              | Alexis "Lex" Murphy |
| 1994 | Favourite Newcomer                                                    | Japão          | Jurassic Park              | Alexis "Lex" Murphy |

Observação: Em negrito esta o principal prêmio ganhado pela atriz.